# مرکز ورزشی هوانگلونگ
مرکز ورزشی اژدها زرد (انگلیسی: Yellow Dragon Sports Center) یک مجموعه ورزشی شامل ورزشگاه فوتبال و دو و میدانی و سالن سرپوشیده مخصوص هاکی روی یخ و اسکیت نمایشی و همچنین استخر است.
ورزشگاه فوتبال این مرکز ورزشی دارای ۵۱٬۹۷۱ نفر ظرفیت است و در سال ۲۰۰۰ افتتاح شده‌است، همچنین سالن سرپوشیده آن دارای ۸۰۰۰ نفر ظرفیت می‌باشد که در ۲۱ سپتامبر ۲۰۰۳ با هزینه ۱۶۰ میلیون یوانی (حدود ۱۹ میلیون دلار) افتتاح شده‌است.